# Gambit królowej (miniserial)
Gambit królowej (ang. The Queen’s Gambit) – amerykański siedmioodcinkowy miniserial stworzony przez Scotta Franka i Allana Scotta, oparty na powieści pod tym samym tytułem z 1983, autorstwa Waltera Tevisa. Wszystkie odcinki serialu udostępniono 23 października 2020 na platformie Netflix.

## Tytuł
Oryginalny tytuł książki i serialu nawiązuje wprost do jednego z otwarć szachowych, Queen’s Gambit, zwanego w Polsce gambitem hetmańskim, bowiem oficjalna nazwa figury od której pochodzi ta nazwa to hetman ("królowa" jest określeniem potocznym).
Sam termin gambit oznacza zaś otwarcie szachowe, w którym gracz poświęca jedną lub kilka bierek, w zamian za uzyskanie lepszej pozycji.

## Fabuła
Akcja serialu rozgrywa się w latach pięćdziesiątych i sześćdziesiątych XX wieku, przedstawiając fikcyjną historię cudownego dziecka – Amerykanki Elizabeth „Beth” Harmon, która zmagając się z przeszłością i nałogami, pragnie zostać najlepszą szachistką świata.

## Obsada

### Role pierwszoplanowe
- Anya Taylor-Joy jako Elizabeth „Beth” Harmon
  - Isla Johnston jako młodsza Beth
  - Annabeth Kelly jako pięcioletnia Beth
- Bill Camp jako pan Shaibel
- Moses Ingram jako Jolene
- Christiane Seidel jako Helen Deardorff
- Chloe Pirrie jako Alice
- Marielle Heller jako Alma Wheatley
- Harry Melling jako Harry Beltik
- Jacob Fortune-Lloyd jako Townes
- Thomas Brodie-Sangster jako Benny Watts
- Marcin Dorociński jako Wasilij Borgow

### Role drugoplanowe
- Sergio Di Zio jako ojciec Beth
- Patrick Kennedy jako Allston Wheatley
- Akemnji Ndifornyen jako pan Fergusson
- Rebecca Root jako panna Lonsdale
- Dolores Carbonari jako Margaret
- Matthew Dennis Lewis jako Matt
- Russell Dennis Lewis jako Mike
- Janina Elkin jako pani Borgow
- Juozas Budraitis jako starzec

## Odcinki
| Nr | Tytuł         | Tytuł polski       | Reżyseria   | Scenariusz               | Premiera (Netflix)   |
| --- | ------------- | ------------------ | ----------- | ------------------------ | -------------------- |
| 1 | Openings      | Debiuty            | Scott Frank | Scott Frank, Allan Scott | 23 października 2020 |
| Beth Harmon, mieszkająca od 9. roku życia w sierocińcu w Lexington w stanie Kentucky odkrywa, że ma niesamowity talent do szachów – i że uzależniła się od podawanych dzieciom pigułek na uspokojenie.                                                |               |                    |             |                          |                      |
| 2 | Exchanges     | Strata jakości     | Scott Frank | Scott Frank, Allan Scott | 23 października 2020 |
| Nastoletnia Beth przyzwyczaja się do podmiejskiego życia, bada zachowanie rówieśników i opracowuje plan przystąpienia do turnieju szachowego. |               |                    |             |                          |                      |
| 3 | Doubled Pawns | Zdublowane piony   | Scott Frank | Scott Frank, Allan Scott | 23 października 2020 |
| Po turnieju w Cincinnati Beth oraz jej przybrana matka, Alma, wpadają w wir podróży i relacji prasowych. Beth przymierza się do startu w U.S. Open w Las Vegas.                                                                                       |               |                    |             |                          |                      |
| 4 | Middle Game   | Gra środkowa       | Scott Frank | Scott Frank, Allan Scott | 23 października 2020 |
| Lekcje języka rosyjskiego otwierają przed Beth świat szachowej „śmietanki”. W Meksyku Beth poznaje arcymistrza Wasilija Borgowa. Alma nawiązuje romans z korespondencyjnym znajomym.                                                                  |               |                    |             |                          |                      |
| 5 | Fork          | Podwójne uderzenie | Scott Frank | Scott Frank, Allan Scott | 23 października 2020 |
| Po powrocie do domu w Kentucky, Beth spotyka byłego przeciwnika, który proponuje, że przygotuje ją do Mistrzostw Stanów Zjednoczonych. |               |                    |             |                          |                      |
| 6 | Adjournment   | Partie odłożone    | Scott Frank | Scott Frank, Allan Scott | 23 października 2020 |
| Po szkoleniu z Bennym w Nowym Jorku, Beth jedzie do Paryża na rewanżową rozgrywkę z Borgowem. Jednak szalona noc wpędza ją w autodestrukcyjną spiralę.                                                                                                |               |                    |             |                          |                      |
| 7 | End Game      | Gra końcowa        | Scott Frank | Scott Frank, Allan Scott | 23 października 2020 |
| Wizyta koleżanki z sierocińca zmusza Beth do rozliczeń z przeszłością i przemyślenia priorytetów – podczas gdy najważniejszy mecz w jej życiu zbliża się wielkimi krokami. Szachistka wylatuje do Moskwy na największy światowy turniej arcymistrzów. |               |                    |             |                          |                      |

## Produkcja
Okres zdjęciowy trwał od 26 sierpnia do 18 grudnia 2019; zdjęcia prowadzono w następujących miejscach:
- Cambridge w Kanadzie (26 sierpnia 2019)[3];
- Berlin (od 3 września 2019 do 18 grudnia 2019): Ratusz w Schönebergu, Ratusz w Spandau, ulica Karl-Marx-Allee, Kino International, Ogród Zoologiczny, Friedrichstadt-Palast, Haubentaucher, Forum Roberta Kocha, Palais am Funkturm, Humana Second Hand, Dahlem Komplex, Bode Museum, CCC Studios, Villa Delvenakiotis, Cafe Grosz, Restauracja Zenner, Rias Bar[3].

## Odbiór
Serial spotkał się z dobrą reakcją krytyków. W agregatorze recenzji Rotten Tomatoes 96% ze 102 recenzji uznano za pozytywne, a średnia ocen wystawionych na ich podstawie wyniosła 7,9 na 10. Z kolei w agregatorze Metacritic średnia ważona ocen z 28 recenzji wyniosła 79 punktów na 100.
Serial zdobył 52 nagrody, w tym 11 Primetime Emmy.
Nona Gaprindaszwili pozwała Netflix za padające w serialu nieprawdziwe stwierdzenie, iż do 1968 roku nigdy nie grała ona z mężczyznami. Gruzińska arcymistrzyni szachowa uznała tę uwagę za seksistowską i umniejszającą jej dokonania. Sąd w dwóch instancjach przyznał rację Gaprindaszwili. Ostatecznie we wrześniu 2022 pomiędzy stronami sporu doszło do ugody, której szczegółów nie ujawniono.
Kanadyjsko-amerykańska szachistka Alexandra Botez bywa porównywana przez media do bohaterki serialu, Beth Harmon.